# MAN Lion’s Chassis
MAN Lion’s Chassis — серия автобусных шасси, выпускаемых компанией MAN с 2008 года.

## История
Первое шасси MAN Lion’s Chassis было представлено в 2008 году на выставке IAA Commercial Vehicles 2008 в Ганновере. Рассматривались варианты двух- и трёхосных вариантов.
Междугородняя версия была представлена в 2008 году, а двухосная низкопольная — в 2009 году. Затем в 2010 году были представлены варианты туристических автобусов.
В 2022 году были представлены варианты электробусных шасси Lion’s Chassis E, которые были запущены в производство уже в 2023 году.

## MAN CO 19.xxx
MAN CO 19.xxx — двухосный 19,7-тонный туристический автобус, являющийся преемником MAN 18.xxx HOCL (R33). Оригинальная версия получила индекс RR2, а CIB — RR3. Версии CO 19.350 и CO 19.430 оснащаются двигателями Евро-3, а версии CO 19.360, CO 19.400, CO 19.440 и CO 19.480 — двигателями Евро-4, EEV и Евро-6.

## MAN CO 26.xxx
MAN CO 26.xxx — трёхосный 27-тонный автобус, являющийся преемником MAN 24.xxx HOCLN (R37). Оригинальная версия получила индекс RR4, а CIB — RR5. Версия CO 26.430 оснащена двигателями Евро-3, CO 26.480 — двигателями Евро-4, а CO 26.360, CO 26.440 и CO 26.480 — двигателями EEV и Евро-6.

## MAN IC 19.xxx
MAN IC 19.xxx — двухосный 19,5-тонный междугородный автобус, являющийся преемником MAN SL 18.xxx HOC (A89) и MAN SÜ xx3 F (A91). Оригинальная версия получила индекс RR8, а CIB — RR9. Версия IC 19.280 оснащена двигателями Евро-3 и Евро-4, а версии IC 19.250, IC 19.290, IC 19.320 и IC 19.360 — двигателями Евро-5 и Евро-6.

## MAN LE
MAN LE 19.xxx — двухосный 19,5-тонный автобус, являющийся преемником MAN 18.xxx HOCL-NL (A69). Оригинальная версия получила индекс RC2, а CIB — RC3. Версия LE 19.280 оснащена двигателями Евро-3, LE 19.310 — Евро-4, а LE 19.250, LE 19.290 и LE 19.320 — Евро-5 и Евро-6.